# Поліське повстання (1918—1919)
Поліське повстання — збройний виступ проти Директорії УНР на території Поліської губернії. Інша назва — Дубровицьке збройне повстання, Воробинське повстання. Інспіроване лівими есерами та більшовиками, за підтримкою ЦК РКП та командування Західного фронту. Ядром повстання була територія поміж містами Пінськ — Лунинець — Давид-Городок — Столин — Дубровиця — Сарни — Володимирець — Дольськ.

## Основні етапи

### Передумови
У червні 1918 року підпільники кількох міст і сіл Погориння створюють в лісах повстанські групи. В червні в с. Селець була створена повстанська трійка. Вона почала координувати свої дії з підпільниками з інших сіл. На чолі селецьких підпільників стояв Трохим Камінський. Машиніст О.Конончук привозив в Дубровицю літературу з Орши. 20 липня 1918 року в Дубровиці відбулася підпільна конференція, яка підтримала рішення І з'їзду КП(б)У «Про збройне повстання». В серпні до Рівного прибув Осип Заграничний (псевдо Микола Єфімов). В жовтні він був делегатом ІІ з'їзду КП(б)У. Через цього члена Волинського губернського комітету КП(б)У з губернським комітетом підтримували зв'язок дубровицькі повстанці. Восени 1918 року стали активно діяти повстанські групи з с. Колодно, м. Столина і м. Висоцька. Український національний союз скерував в Сарни для підготовки повстання кількох старшин на чолі з сотником Віктором Хвостовим. Розпочали повстання ліві есери.

### Початок
Повстання розпочалося 3 грудня 1918 року з наради підпільників регіону в будинку Йосипа Лясковця в Дубровиці. 5-6 грудня 1918 року через нейтралітет німецьких військ повстанці зайняли приміщення телеграфу, адміністрації і Державної варти в м.Дубровиця, напали на поблизький маєток графів Плятерів — Вороблин. Повстанцям сприяли залізничники сарненського депо. 9 грудня 1918 роззброєний німецький гарнізон м.Сарни. Начальником штабу повстання став Олександр Садовський, воєнним комісаром Микола Єфремов, заступником по партполітработі Блуфштейн.
Тисяча повстанців рушила на ст. Видибор. Після пред'явленого ультиматуму місцевий німецький гарнізон виїхав на ст. Лунинець. У винику в руках повстанців опинилися склади колишнього 39-го армійського корпусу російської армії.
20 грудня 1918 р. в Видиборі відбулася нарада повстанських командирів на якій вирішено створити з окремих загонів повстанські полки. У військово-революційну раду повстанських комуністичних полків заходу України і Білорусі увійшли О. Конончук — голова, М. Єфімов, О. Садовський, П. Конончук, В. Лясковець. Пізніше її очолив О. Ільїн. 25 грудня 1918 року в Столині пройшло засідання Столинського військово-революційного комітету. У ньому взяли участь 224 учасника. Прийнято рішення про створення при Раді Поліського військово-революційного комітету. До його складу увійшли ліві есери Григорій Островський, Модест Вишневський, Микола Лясковець, Опанас Резанович, В. Созонович, Кузьма Русак, І. Русаков, Олексій Карась, Оксентій Лепешко. Ревком розмістився у вагоні на станції Видибор. Прийнято рішення про створення на базі повстанських загонів трьох революційних полків: 1-го Поліський, 2-й Поліський та 1-й Дубровицький полки. Штаби полків розмістилися відповідно у Столині, Видиборі і Дубровиці. Проголошено мобілізацію усіх чоловіків у віці 20-30 років. На засіданні прийнято рішення про створення в Столині міліції. Додатково розглянуто питання поміщицького майна і торгівлі лісом.
Повстанці видавали російськомовну газету «Лісове рехо». У склад редколегії входив Федір Козубовський.
Якщо спочатку противниками повстанців були працівники державної варти (Дубровиця, Теребежов), приватна охорона землевласників (Маневичі) та німецької військової адміністрації, то з кінця грудня ними стали підрозділи народної міліції Сарненської групи Дієвої армії УНР у складі пішого полку ім. В.Винниченка отамана Михайла Гришко (1,3 тисячі багнетів, 10 скорострілів, 5 гармат), полку ім. С.Петлюри (843 багнети, 10 скорострілів, 5 гармат), Залізничного полку (200 багнетів), Ударного гарматного дивізіону, Українського кінного полку (150 шабель), Технічного Куріня, двох бронепотягів («Слава Україні», «Сух»). Отже на середину січня 1919 року Сарненська група об'єднувала 2,5 тисячі багнетів, 600 шабель, 8 гармат і 2 бронепотяги.
31 грудня 1918 року командир другого батальйону 152-го стрілецького полку Додулевич телеграфував з Дятлово до Мінської військової Ради: «Положення комуністичних полків в Видиборі критичне. Петлюрівці зі значними силами і панцирником переслідують комуністичні полки і швидко наближаються до Лунинця.»
Полк ім. В. Винниченка виявився мало боєздатним, бо його командир виказався за необхідність поглиблення соціалістичної революції. Дисципліна в полку дуже похитнулася під впливом агітаторів. Радянські війська на той момент знаходились в Дубровиці, українські — Сарнах. Активних дій війська УНР під командуванням Гришко та Палієнко не вели. Активність стримували партійні інтриги та недовіра, яка панувала у відносинах між В. Оскілко, О. Палієнко та М. Гришко.

### У складі Західного фронту
30 грудня 1919 року з Мінська в Лунинець виїхав колишній член харківського ревкому, представник залізничного райкому РКП(Б) та Центробуду Олександр Ільїн. Як випливає з донесень у Всеросійський головний штаб, він був «відряджений ЦК РКП в район України» з метою організувати збирання і закупівлю зброї у німецьких вояків, які поверталися у Німеччину. Унаслідок перемов Ільїна з солдатським комітетом німецької дивізії 5 січня 1919 року було досягнута домовленість про передачу влади на залізничному вузлі Лунинець до 8 січня 1919 року. Німецькі військові також зобов'язались передати замки і частини до російських гармат і кулеметів, що переховувались на зайнятих ними складах. Для передачі майна створена змішана комісія. 6 січня 1919 року в місті була впроваджена повстанська міліція. Для керування збройними силами повстанців Ільїн створив та очолив Військову Раду.
6 січня 1919 року Олександр Ільїн висилає телеграму на ім'я Володимира Ульянова і Якова Свердлова. «Ленін» пише на ній резолюцію «Склянському. Для відповіді. Що зроблено». Склянський дописує: «Вислати запит до т. Антонова і Реввійськрайд, яка потрібна допомога. Склянський. 9.1.1919».
За збір, купівлю і евакуацію в тил зброї, інженерного та іншого військового майна з Західної області за дорученням Ради Оборони відповідав член Всеросійського центрального виконавчого комітету І. Дмитріїв. Уповноважені Надзвичайної комісії з забезпечення Червоної Армії І. Дмитріїв і С. Гросман висилають до І. Вацетиса телеграму в якій повідомляють: під командою Ільїна знаходиться 3 тисячі повстанців, Ільїн добрий політичний керівник, бракує військових фахівців, на чотири місяці повстанці мають лише 30.000 рублів, на цій ділянці фронту вони є єдиною збройною силою, 17-а стрілецька дивізія повинна усіляко допомагати Ільїну.
З 8 січня 1919 року на територію контрольовану повстанцями вступила 17 стрілецька дивізія Західного фронту. Оскільки евакуація німецьких військ не була закінчена, 15 січня Лунинець в черговий раз часово був зайняти німцями. Під час сутички було поранено трьох вартових.15 січня 1919 р. 152-й полк 17-ї дивізії разом з Дубровицьким полком вперше вступив в бій з військами УНР,
20 січня полк Січових стрільців почав наступ на Дубровицю і 24 січня зайняв місто.
22 січня бійці 2-ого поліського та 152-го стрілецького полків почали роззброювати розташованих в Пинську «гайдамаків», вступили в бій з пинською офіцерською дружиною. Завдяки підтримці німецького бронепотягу радянські вояки були роззброєні. Їх взяли під варту гарантувавши, що вони не будуть передані до військового суду. Черговою вимогою стала передача повстанцям м. Пинська, а також звільнення полонених там 22 січня повстанців. Місто було передано під час виїзду останнього німецького ешелону 25 січня 1919 року. В пинський операції брали участь 152-й стрілецький і 2-й поліський полки. Після здобуття міста, в Пинськ переїхав поліський ревком.
В січні призовний вік було розширено до 40 років. На середину січня у трьох полках було близько 3-х тисяч вояків. З підпорядкуванням повстанських полків командуванню Західного Фронту до них професійні лікарі і випускники Петергофських курсів червоних командирів. Полки перетворено на кадрові частини Червоної армії. 1-Дубровицький полк перейменовано на 21-й Волинський. 14-19 січня період активних боїв в околиці м. Дубровиця. Повстанці витіснені на станцію Горинь. Сюди ж прибули частини 152-го стрілецького полку під командуванням Якова Шеко. Згодом сюди перекинуті 146-й і 148-й стрілецькі полки. Після боїв під Дубровицею 1-й поліський полк було розформовано, його залишки включено до 2-го поліського.
27 січня 1919 року голова Поліського ревкому Григорій Островський запросив у ЦК РКП(б) обмундирування, а також 5 мільйонів рублів авансу.

### Поразка
7 лютого повстанці зайняли Сарни. Наступ розвинуто на Рівне, Коростень і Ковель. У відповідь з того ж дня до 20 березня 1919 року перейшла в протинаступ 19 дивізія Дієвої армії під командуванням Агатона Добрянського у складі 61-ого Гайсинського піхотного полку під командуванням Ананія Волинця, 57-й Гайсинського піхотного полку під командуванням Неграша, 56-й Немирівського полку під командуванням Володимира Мачушенка. У винику активної протидії військ УНР під командуванням Володимира Оскілко сарненська дільниця фронту втратила стратегічне значення. 24 березня українські війська вийшли на станцію Горинь. В «повстанських» полках поширилось дезертирство. Після того, як полки червоної армії були відкинуті на північний берег Прип'яті охороняти позиції на південному березі командування залишило 2-й курінь 61-ого піхотного полку під командуванням Сімчука. т. Миколу Лясковця на посаді командира полку замінив Воробйов. До 10 березня 21-й Волинський полк був змушений покинути околиці Сарн та одійти до станції Видибор. Згодом він був виведений в резерв і перевезений на станцію Лахва.

### Політична боротьба
9 липня 1919 року в Лунинці було проведено учительський з'їзд, який прийняв резолюцію «Про повну підтримку Радянської влади».
Командир 17-ї Ніжегородської стрілецької дивізії Григорій Борзинський віддав О. Ільїна під трибунал, але його виправдано. Прихильники Ільїна вважали, що комдив Борзинський свідомо руйнував повстанські плани. Партизанські загони звинувачували у реквізиціях майна в населення. Мінський губернський військовий комісар Некрасов звинуватив Поліський ревком в сприянні «внутрішній контрреволюції»: у самочинній мобілізації, ігноруванні влади білоруської республіки, домінуванні лівих есерів, мізерній квоті для більшовиків у майбутньому виконкомі Пинського повітового з'їзду Рад. 6 лютого він вислав у ЦВК Білорусі, ЦВК РСФСР телеграму з проханням ліквідувати поліський ревком. Голова пинської ЧК Роттер та уповноважений революційно-військової ради Західного фронту Гуревич виступили проти есерів поліського ревкому. Того ж дня Свердлов підтримав ліквідацію ревкому, про що телеграфував ЦВК Білорусі: «необхідність прийняття термінових заходів з метою розпуску Поліського ревкому». Рішенням уряду білоруської радянської республіки ревком був розпущений, влада на місцях мала перейти окремим повітовим ревкомам. До пинського повітового ревкому ввійшли 8 більшовиків і 3 есери.15 лютого Мясников телеграфував головы ЦВК РСФСР Я, Свердлову: «Поліський ревком ліквідований на минулому тижні. На місцях організовується партійна і радянська робота». На момент проведення в Пинську повітового з'їзду до міста прибула велика група керівних партійних працівників ЦК РКП(б) і ЦК КП(б)Б (Горегляд, Мормач, Яворський, Смаль, Якубовський і інші). Більшовики провели кілька нарад разом із безпартійними делегатами з'їзду і здобули більшість. 20 лютого 1919 року на ІІ з'їзді Рад Пинського повіту в Пинську головою повітового виконкому був обраний залізничник І.Горегляд, уродженець села Кнубово. Одночасно більшовицька партійна організація провела атиесерівську агітацію в повстанських полках. 

### Фінал
17 лютого 2-й Поліський полк вступив в бій під Антополем. З польського боку в ньому брали участь 34 піхотний полк, 2-й уланський полк, пинська офіцерська дружина Підляської оперативної групи Польського війська під командуванням генерала Антонія Лістовського. Після великих втрат (за польськими даними близько 200 загиблих) радянські війська відступили до Дорогичиня. Тут розташувався 2-й батальйон 2-го Поліського полку. 20 лютого Ф. Козубовський був знятий командуванням Західного Фронту з посади командира полку. Його місце зайняв Корольов. Рішення негативно було сприйняте бійцями. 25 лютого полк скеровано у Кожан-Городок, а після на станцію Лахва. 27 лютого польські війська зайняли Дорогичинь. 2 березня зайнято Янів. Польський партизанський загін поручника Замечка перервав сполучення між Пинськом та Лунинцем. 5 березня Підляська група ген. А.Лістовського зайняла Пинськ.
11 березня 1919 року 2-й Поліський та 21-й Волинський полки переведено в тил. 2-й поліський спершу опинився в Бобруйську, а далі 16 березня був переведений до Рогачова. Повстанці були незадоволені поганим забезпеченням, намірами роззброїти полк. Під виглядом мітингу його вояків запросили до учительської семінарії де ініціатори супротиву заарештовані надзвичайною комісією і сотнею особливого призначення.
12 березня оголошено нову мобілізацію. На той час території на яких виникли повстанські полки вже не контролювалися командуванням Червоної Армії. 14 березня О. Ільїн ще писав Е. Склянському, що він повстанські полки будуть на утриманні армійського командування: «Зорганізовані мною 21-й Волинський і 2-й Поліський полки, 2 панцирника, артилерію передаю в розпорядження 17-ї стрілецької дивізії. Знову виділені вашим розпорядженням 2 мільйони рублів будуть використані на формування, утримання полків в запіллі ворога. Утримання 21-го Волинського і 2-го Поліського полків повинно проводитись звичайним для червоноармійських полків порядком.» Сам Ільїн у складі особливого загону накерювався за лінію фронту, де невдовзі загинув.

## Персоналії

Островський Григорій

- Островський Григорій Максимович — голова Поліського військово-революційного комітету.
- Ковалевич Миколай Степанович — керівник агітаційного відділу Поліського військово-революційного комітету, голова Витчівського ревкому.
- Русак Кузьма Федорович — керівник адміністративного відділу Поліського військово-революційного комітету.
- Сахник — керівник секретаріату Поліського військово-революційного комітету.
- Резанович Опанас Федорович — командир 1-го Поліського полку, комендант м. Столин, голова Столинського ревкому.
- Козубовський Федір — командир 2-го Поліського полку.
- Лясковець Микола Якович — командир 1-го Дубровицького полку, начальник штабу 21-го Волинського полку
- Мазуренко — командир 21-го Волинського полку
- Заграничний Осип Давидович (пс. Єфімов Микола Пилипович) — комісар 1-го Дубровицького полку
- Марецький — командир батальйону 1-го Дубровицького полку
- Муравйов — командир батальйону 1-го Дубровицького полку
- Анджієвський — начальник штабу 1-го Дубровицького полку
- Ковалевич Омелян Іванович — командир Парахонського повстанського загону, комендант м. Пинськ
- Вишневський Модест Володимирович — командир Лемешевицького повстанського загону
- Карась Олексій Сильвестрович — командир Теребежівського повстанського загону
- Нагорний Андрій Сидорович — командир Висоцького повстанського загону
- Мосієвич Степан Ульянович — командир Сварицевицького повстанського загону
- Подолянко Карп Сидорович — командир Берестівського повстанського загону
- Камінський Трохим — командир Селецького повстанського загону
- Борко-Бруяко Пилип — командир Любиковицького повстанського загону
- Деркач Я. — командир Орвяницького повстанського загону
- Мороз М. — командир Кривицького повстанського загону
- Мартинчук М. — командир Бяльсько-Велюнського повстанського загону
- Отрода М. — командир Боровського повстанського загону
- Калюта Я. — командир Кухотсько-Вольського повстанського загону
- Горун П. — командир зведеного повстанського загону
- Ошуркевич - командир кавалерійського загону
- Хлібцевич Олександр Олександрович — голова міліції м. Столин
- Островський Антон Максимович — голова міліції м. Лунинець
- Куделев Опанас Михайлович — комендант ст. Лунинець
- Жук Іван Іванович — комендант ст. Відибор

## Наслідки
Повстання сприяло збільшенню українсько-більшовицького фронту і просуванню польських військ на схід. Стратегія обрана Директорією УНР під час українсько-більшовицького конфлікту, а також успішний контрнаступ військ під командуванням В. Оскілко, причинились до виходу з коаліції соціалістів-самостійників, соціалістів-федералістів, народних-республіканців та спробі державного перевороту 29-30 квітня. Під час повстання остаточно визначилась місце яке було відведене лівим есерам у союзі з більшовиками. Вибір зроблений населенням під час військової компанії мав вплив на політичні симпатії населення Столинського і Сарненського повітів під час виборів у Сейм та Сенат польської держави.

## Репресовані радянською владою
На території Радянського Союзу були репресовані наступні керівники Поліського повстання:
- Заграничний Осип Давидович (псевдо Єфимов Микола Пилипович) (14.03.1897 — 03.1937)
- Грицюк Лука (псевдо Антонов Микола Йосипович) (1893-22.02.1939)
- Козубовський Федір (24.07.1895 р. — 2.09.1938 р.)
- Лясковець Степан Йосипович (1898—1937)
- Лясковець Сергій Йосипович (1899—1937)

## Пам'ять
В 1925 році по ініціативі Інституту історії партії при ЦК ВКП(б)У проведений зліт учасників повстання. В Дубровиці на честь повстання названо площу, збудовано меморіальну цегляну стіну з написом та барельєфом, створено музей Дубровицького повстання. На будинку Пинського повітового з'їзду Рад в Пинську встановлено пам'ятну дошку. В Столині існує вулиця Опанаса Резановича.